# Harald Schlegelmilch
Haralds Šlēgelmilhs, conhecido internacionalmente como Harald Schlegelmilch (nasceu a 6 de Dezembro de 1987 em Riga, Letónia) é um piloto de carros letão.
Harald começou a correr com 8 anos de idade. Correu nos campeonatos de karting durante sete anos. Em 2003, Harald participou em testes de Fórmula BMW e em 2004 pilotou para o campeonato Austro-Suíço de Fórmula BMW. Simulâneamente, pilotou na Fórmula Renault 2000 Escandinávia. Os resultados foram altos, como jovem piloto no campeonato Austro-Suíço e o melhor Rookie da F-Renault 2000. Continuou na Fórmula BMW Germânica em 2005. Schlegelmilch foi bom o suficiente para promover a Fórmula Três Germânica. Somou algumas vitórias. A sua equipa, a HS Technik decidiu ir para a Fórmula Três Euroseries levando Harald consigo. Ele começou a testar muito tarde, e os resultados na primeira corrida foram muito maus. Mas com o tempo, Harald foi mostrando-se cada vez melhor a cada corrida, até ganhar uma corrida.
Em Outubro de 2007 testou um carro de GP2 da Trident. Fiu anunciado a 2 de Dezembro que iria correr na Fórmula Master Internacional com a Trident em 2008. Ficou a possibilidade de pilotar nas GP2 Series ou nas World Series by Renault em 2009. Também correu nas GP2 Asia Series em 2008 e está a correr nas GP2 Asia Series em 2008-2009.

## Registo nasGP2 Asia Series
| Ano  | Equipa  | 1          | 2          | 3           | 4           | 5         | 6           | 7          | 8         | 9          | 10        | Pos. | Points |
| ---- | ------- | ---------- | ---------- | ----------- | ----------- | --------- | ----------- | ---------- | --------- | ---------- | --------- | ---- | ------ |
| 2008 | Trident | UAE FEA 14 | UAE SPR 18 | IND FEA Ret | IND SPR Ret | MAL SPR 8 | MAL FEA Ret | BAR SPR 14 | BAR FEA 5 | UAE FEA 16 | UAE SPR 7 | 18º  | 3      |